# Apaloderma aequatoriale
Apaloderma aequatoriale е вид птица от семейство Трогонови (Trogonidae).

## Разпространение
Видът е разпространен в Габон, Екваториална Гвинея, Камерун, Демократична република Конго, Република Конго, Нигерия и Централноафриканската република.